# Independencia (bloque legislativo)
Independencia es un bloque parlamentario argentino creado en 2024 en la Provincia de Tucumán. Fundado y promovido por el gobernador de Tucumán Osvaldo Jaldo, en el contexto de las negociaciones por la aprobación de la Ley de Bases del presidente Javier Milei en enero de 2024.

## Historia
La fundación del bloque se dio a partir de las negociaciones entre el gobierno de Javier Milei y el gobierno peronista de la Provincia de Tucumán, en el que el gobernador Osvaldo Jaldo accedió a apoyar la aprobación de la Ley de Bases para la Libertad y la consecuente separación de los diputados jaldistas del bloque de Unión por la Patria, para conformar su propio Bloque Parlamentario el 24 de enero de 2024.
Esta medida fue criticada por diversos sectores del peronismo y la izquierda. Además, un sector del Partido Justicialista liderado por Juan Manzur decidió no adherir al nuevo bloque, entre ellos está el mismo Manzur, la senadora nacional Sandra Mendoza, los diputados Pablo Yedlin y Carlos Aníbal Cisneros.

## Representantes en el Congreso Nacional
Diputados Nacionales
| Bloque Independencia Presidente: Agustín Fernández | Bloque Independencia Presidente: Agustín Fernández | Bloque Independencia Presidente: Agustín Fernández | Bloque Independencia Presidente: Agustín Fernández | Bloque Independencia Presidente: Agustín Fernández |
| Retrato                                            | Nombre                                             | Provincia                                          | Mandato                                            | Mandato                                            |
| Retrato                                            | Nombre                                             | Provincia                                          | Inicio                                             | Fin                                                |
| -------------------------------------------------- | -------------------------------------------------- | -------------------------------------------------- | -------------------------------------------------- | -------------------------------------------------- |
|                                                    | Gladys del Valle Medina                            | Tucumán                                            | 2023                                               | 2027                                               |
|                                                    | Elia Marina Fernández de Mansilla                  | Tucumán                                            | 2023                                               | 2025                                               |
|                                                    | Agustín Fernández                                  | Tucumán                                            | 2021                                               | 2025                                               |